# Oskar Schlemmer
Oskar Schlemmer, nemški Bauhaus kipar, * 4. september 1888, † 13. april 1943. 